# Альфред Фляйшер
Альфред Фляйшер (нім. Alfred Fleischer; 16 березня 1895, Грауденц — 11 червня 1978, Гільдесгайм) — німецький льотчик-ас, лейтенант Прусської армії, оберст люфтваффе.

## Біографія
До 1914 року жив у Сілезії. В 1914 році вступив у 1-й гвардійський гренадерський Імператора Олександра полк, що у той час перебував у Берліні. У складі цього полку брав участь у боях під Верденом та на Соммі. Наприкінці 1916 року був поранений та відправлений на лікування. У 1917 році перевівся в авіацію. Льотну підготовку проходив у 2-му училищі винищувальної авіації. 30 травня 1918 року був направлений в 17-ту винищувальну ескадрилью. Літав спочатку на винищувачах Albatros D.V, пізніше — на Fokker D.VII.
Фляйшер мав на рахунку шість офіційних перемог, подробиці яких не зрозумілі. Багато років по тому сам Фляйшер стверджував, що це були три Spad, Nieuport, Breguet та SE 5. На згаданому Nieuport літав американський перший лейтенант Кліфф Макелвейн з 27 Aero, який після поразки в бою був інтернований. Ще одна перемога залишилась непідтвердженою.
Під час Другої світової війни Фляйшер був комендантом авіабаз на Східному фронті, пізніше — в Угорщині та Югославії. Після закінчення війни полковник ВПС США Кліфф Макелвейн, який був його «жертвою» у серпні 1918 року, допоміг Фляйшеру з сім'єю емігрувати до США. В 1961 році Фляйшер повернувся до Німеччини.

## Нагороди
Отримав численні нагороди, серед яких:
- Залізний хрест 2-го і 1-го класу
- Нагрудний знак військового пілота (Пруссія)
- Почесний хрест ветерана війни з мечами